# ويكيبيديا الدزونكية
ويكيبيديا الدزونكية (باللغة الدزونكية:རྫོང་ཁ་ཝེ་ཁེ་རིག་མཛོད) هي النسخة الدزونكية من موسوعة ويكيبيديا في 22 مارس 2025 وصل عدد مقالاتها إلى 359، وبعدد 11٬837 عضو مسجل و 0 ملف مرفوع. تحتل ويكيبيديا الدزونكية المركز الـ329 من حيث أضخم الويكيبيديات حسب عدد المقالات.